# توم فنسنت
توم فنسنت (بالإنجليزية: Tom Vincent)‏ هو رسام ومصمم جرافيك أمريكي، ولد في 27 يناير 1956.